# شهرهای عمودی
شهرهای عمودی (زبان‌انگلیسی:Vertical Cities) به مجموعه‌ای از شهرها اطلاق می‌شود که در آنها ساخت‌وساز و گسترش شهری به جای گسترش افقی، بیشتر به سمت بالا (عمودی) متمایل است. این نوع شهرسازی، به‌ویژه در مناطق پرجمعیت و کمبود زمین، اهمیت زیادی دارد، زیرا با استفاده از فضای عمودی می‌توان مشکلات مربوط به افزایش جمعیت، آلودگی، کمبود زمین و دیگر چالش‌های شهری را کاهش داد. در شهرهای عمودی، ساختمان‌ها و فضاهای مختلف شهری به شکل چندمنظوره در ارتفاع‌های مختلف قرار می‌گیرند که شامل مسکن، دفاتر اداری، فروشگاه‌ها، فضاهای سبز و دیگر تأسیسات است.

### مفهوم اولیه
شهرهای عمودی مفهومی است که برای پاسخ به چالش‌های شهرنشینی، تغییرات اقلیمی و کمبود زمین مطرح شده است. این مفهوم به تمرکز فعالیت‌های شهری در سازه‌های مرتفع می‌پردازد که شامل کاربردهای مسکونی، تجاری، فرهنگی و زیست‌محیطی می‌شود.

### دلیل پیدایش شهرهای عمودی

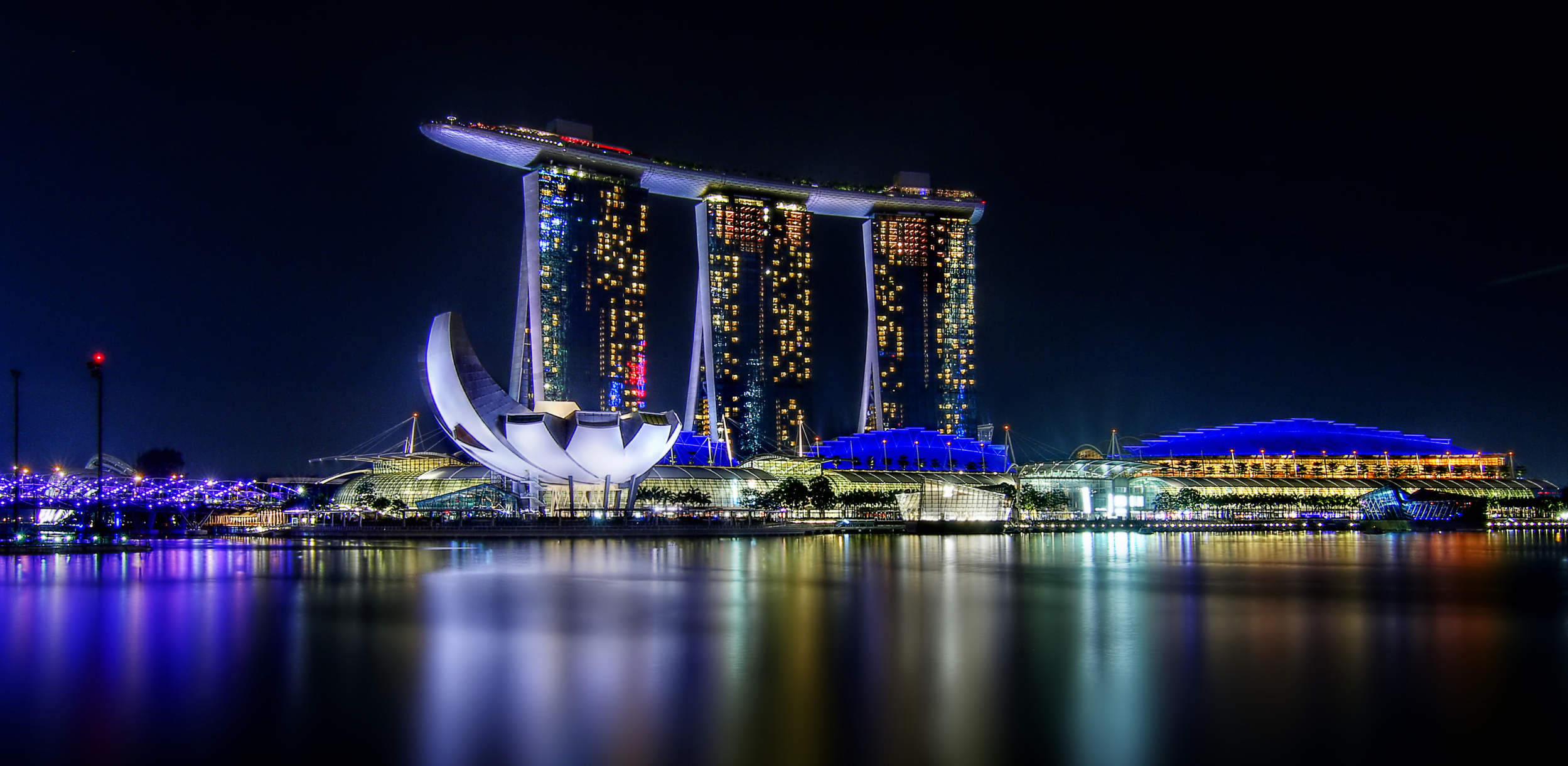
Marina Bay

پیدایش و گسترش شهرهای عمودی عمدتاً به دلیل افزایش سریع جمعیت شهری، محدودیت‌های جغرافیایی، و نیاز به استفاده بهینه از منابع در محیط‌های شهری شکل‌گرفته است. در این شهرها، فضاهای متنوع زندگی، کار و خدمات در ارتفاع‌های مختلف ادغام می‌شوند. مطالعات نشان داده‌اند که عواملی نظیر تراکم جمعیت، فشار اقتصادی و تغییرات کاربری زمین از دلایل اصلی رشد عمودی شهرها هستند. این روند که به‌ویژه در شهرهایی با محدودیت زمین مانند هنگ‌کنگ و سنگاپور دیده می‌شود، علاوه بر پاسخ به نیازهای جمعیتی، به حل چالش‌های زیست‌محیطی مانند کاهش منابع طبیعی و ازدحام ترافیکی نیز کمک می‌کند.

### اهمیت شهرهای عمودی در شهرسازی مدرن
شهرهای عمودی با ایجاد ترکیبی از مناطق مسکونی، تجاری، و تفریحی در یک ساختار واحد، امکان کاهش نیاز به حمل‌ونقل و کاهش انتشار کربن را فراهم می‌کنند. علاوه بر این، با ادغام فناوری‌هایی مانند کشاورزی عمودی، این شهرها به تغذیه شهروندان کمک کرده و مصرف انرژی را بهینه می‌کنند.

ایده شهرهای عمودی به اوایل قرن بیستم بازمی‌گردد. فرانک لوید رایت با طرح برج پرایس (1956) نمونه‌ای از ساختمان‌های سبز با استفاده از اصول طراحی غیرفعال ارائه کرد. در دهه‌های اخیر، معماران به سمت ایجاد ساختمان‌هایی با کاربری‌های چندمنظوره و طراحی‌های پایدار حرکت کرده‌اند که به‌ویژه در آسیا و خاورمیانه به پیشرفت‌های قابل‌توجهی دست یافتند. ساختمان‌هایی مانند برج شانگهای و برج پرل ریور نمونه‌هایی از این روند هستند که اصول صرفه‌جویی در انرژی و کاهش اثرات زیست‌محیطی را با طراحی‌های نوآورانه ترکیب کرده‌اند.

### اولین پروژه‌های مرتبط

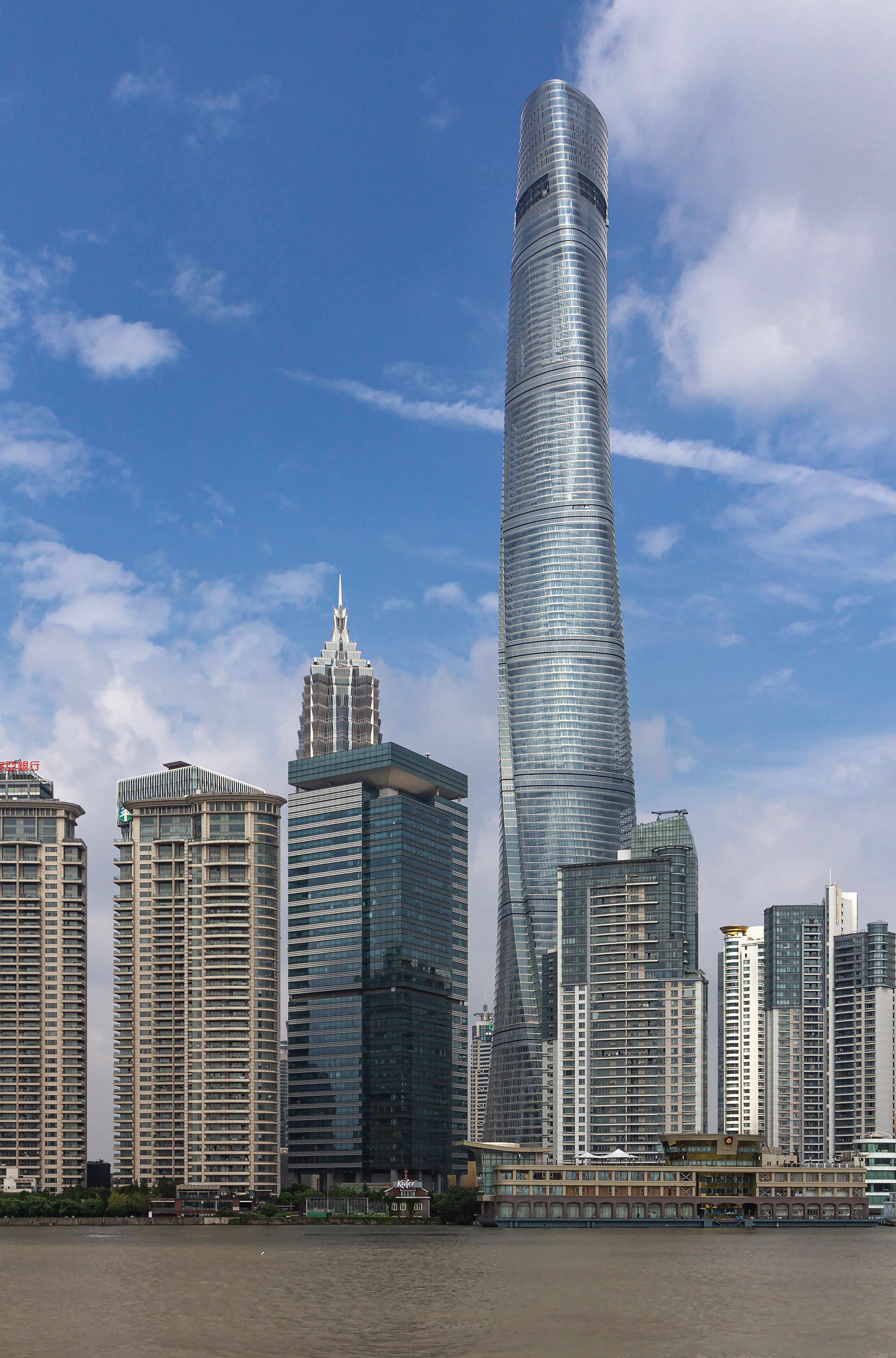
Shanghai - Shanghai Tower

برج شانگهای در چین (2015) با ارتفاع 632 متر، نمونه‌ای از موفق‌ترین طراحی‌های شهر عمودی است. این ساختمان از یک ساختار مارپیچی برای کاهش فشار باد و مصرف انرژی بهره می‌برد و جایزه «بهترین ساختمان مرتفع جهان» در سال 2016 را کسب کرد.
برج پرل ریور (2013) اولین ساختمان بلند انرژی صفر محسوب می‌شود که با طراحی بادگیرها و پنل‌های خورشیدی، انرژی مصرفی خود را تولید می‌کند.

### روند تکامل طراحی و اجرا
تحولات در فناوری و طراحی منجر به ترکیب اصول پایداری، مدیریت انرژی و معماری پیشرفته در شهرهای عمودی شده است. طراحی‌هایی مانند پارک رویال در پیکرینگ، سنگاپور، از رویکردهای سبز استفاده کرده که فضاهای عمومی و فضای سبز را با معماری سازگار با محیط‌زیست ترکیب می‌کنند. همچنین، پژوهش‌ها در حوزه شهرهای عمودی نشان داده است که رویکردهای مشارکتی بین شهروندان و برنامه‌ریزان در طراحی محله‌های مرتفع اهمیت زیادی دارد.

### چالش‌های آینده
طراحی و اجرای شهرهای عمودی هنوز با چالش‌هایی از جمله هزینه بالا، مسائل اجتماعی و نیاز به زیرساخت‌های پیچیده مواجه است. اما با پیشرفت فناوری و افزایش تراکم جمعیت در شهرها، این مفهوم به‌عنوان یکی از راه‌حل‌های پایدار موردتوجه قرار گرفته است.
شهرهای عمودی در طراحی شهری، نه‌تنها ساختمان‌ها و فضاهای عمومی را به‌هم مرتبط می‌کنند، بلکه زیرساخت‌های حمل‌ونقل و محیط‌زیست را نیز به‌طور جامع دربرمی‌گیرند. معماری این شهرها به دنبال ایجاد فضاهایی است که از لحاظ اقتصادی، زیست‌محیطی، و اجتماعی بهینه باشند. این شهرها برای کاهش استفاده از زمین و افزایش بهره‌وری از فضای شهری طراحی می‌شوند و با به‌کارگیری روش‌های هوشمند مدیریت فضا و انرژی، مصرف سوخت‌های فسیلی را کاهش می‌دهند و انتشار کربن را کنترل می‌کنند.

### ویژگی‌های معماری شهرهای عمودی
برج‌های عمودی معمولاً شامل ساختمان‌هایی با استفاده‌های چندمنظوره هستند که فضاهای مسکونی، تجاری، تفریحی، و آموزشی را در یک مکان ترکیب می‌کنند. این ساختمان‌ها از منظر زیست‌محیطی به بهره‌گیری از مواد بازیافتی، تکنولوژی‌های کارآمد در مصرف انرژی، و سیستم‌های مدیریت هوشمند معروف‌اند. طراحی‌های انعطاف‌پذیر و استفاده از نمای سازگار با محیط‌های بومی از دیگر ویژگی‌های کلیدی هستند که به ماندگاری و کارآمدی آن‌ها کمک می‌کنند.

### نقش تکنولوژی در طراحی شهرهای عمودی
تکنولوژی پیشرفته نقشی کلیدی در شکل‌گیری و توسعه شهرهای عمودی ایفا می‌کند، به‌ویژه در بهبود پایداری و بهره‌وری این نوع از توسعه شهری. سیستم‌های هوشمند مدیریت ساختمان (BMS)، که قابلیت کنترل و نظارت بر مصرف انرژی و بهینه‌سازی منابع را دارند، به‌طور گسترده در آسمان‌خراش‌ها و شهرهای عمودی به کار گرفته می‌شوند. علاوه بر این، فناوری‌های بازیافت آب و انرژی‌های تجدیدپذیر مانند پنل‌های خورشیدی و سیستم‌های تولید انرژی بادی به کاهش اثرات زیست‌محیطی کمک می‌کنند. به‌کارگیری موادی مانند بتن خودترمیم‌شونده و شیشه‌های چندلایه با خاصیت جذب انرژی نیز از دیگر پیشرفت‌های تکنولوژیکی در این حوزه است.
از سوی دیگر، استفاده از طراحی‌های بیومیمتیک (الهام‌گرفته از طبیعت) و فناوری‌هایی مانند پوسته‌های هوشمند که توانایی تنظیم دمای داخل ساختمان را دارند، موجب افزایش کارایی مصرف انرژی شده‌اند. سیستم‌های حمل‌ونقل پیشرفته مانند آسانسورهای پرسرعت و انرژی تجدیدپذیر نیز برای مدیریت ارتفاعات بلند این شهرها توسعه یافته‌اند. این تکنولوژی‌ها نه‌تنها باعث افزایش راحتی و ایمنی می‌شوند، بلکه در طراحی پایدار شهری نیز اهمیت زیادی دارند.

### مواد و فناوری‌های استفاده‌شده
شهرهای عمودی با استفاده از مواد بازیافتی مانند بتن و فولاد سبک و بهره‌گیری از فناوری‌هایی نظیر پرینت سه‌بعدی و ربات‌های ساخت‌وساز، به پایداری و کاهش هزینه‌ها دست می‌یابند. پوشش‌های گیاهی و دیوارهای سبز در این شهرها به بهبود کیفیت هوا و کاهش اثرات کربنی کمک می‌کنند. همچنین، سیستم‌های هوشمند برای مدیریت منابع مانند بازیافت آب باران و استفاده از انرژی‌های تجدیدپذیر، کارایی انرژی و مدیریت پسماند را افزایش می‌دهند. ترکیب این فناوری‌ها با مدیریت هوشمند، پایداری و بهره‌وری شهرها را بهبود می‌بخشد.

### مزایا
شهرهای عمودی با بهره‌وری بالای زمین، کاهش تراکم جمعیت و افزایش پایداری زیست‌محیطی مزایای قابل توجهی ارائه می‌دهند. این شهرها با استفاده از انرژی‌های تجدیدپذیر مانند باد و خورشید، جمع‌آوری آب باران، و تهویه طبیعی، به کاهش مصرف انرژی و اثرات زیست‌محیطی کمک می‌کنند. نمونه‌هایی چون برج شانگهای و برج پرل ریور در گوانگجو با طراحی‌های سبز خود، انرژی مورد نیاز را از منابع پایدار تأمین کرده و کیفیت محیط زیست را ارتقا می‌دهند. همچنین، طراحی‌های کارآمد و چندمنظوره در ارتفاعات، استفاده بهینه از زمین را ممکن ساخته و فضاهای کاری و مسکونی متعددی را در یک ساختمان فراهم می‌کنند.
استفاده بهینه از زمین: شهرهای عمودی با طراحی آسمان‌خراش‌ها و ساختمان‌های بلند، استفاده بهینه از زمین‌های محدود را فراهم می‌آورند. به‌ویژه در مناطق شهری با تراکم بالای جمعیت و کمبود زمین، این نوع طراحی می‌تواند به کاهش گسترش افقی شهر کمک کند و زمین‌های باز و فضاهای سبز را حفظ کند. این امر به‌طور قابل‌توجهی به کاهش آلودگی و بهبود کیفیت زندگی در شهرهای پرجمعیت کمک می‌کند.
کاهش نیاز به حمل‌ونقل: شهرهای عمودی با ترکیب عملکردهای مسکونی، تجاری و تفریحی در یک مکان یا نزدیکی آن، نیاز به حمل‌ونقل پیچیده را کاهش داده و به کم شدن ترافیک و آلودگی هوا کمک می‌کنند. این مدل شهری به ساکنان امکان می‌دهد بسیاری از نیازهای روزانه خود را بدون استفاده از خودرو برآورده کنند. طراحی‌های این‌چنینی، علاوه بر بهینه‌سازی مصرف منابع و انرژی، پایداری شهری را تقویت کرده و کیفیت زندگی و دسترسی به خدمات را بهبود می‌بخشند، در حالی که آلودگی را نیز کاهش می‌دهند.

Bosco Verticale - Milan

پایداری محیط‌زیستی: بسیاری از ساختمان‌های عمودی می‌توانند از فناوری‌های سبز مانند سقف‌های سبز، سیستم‌های انرژی تجدیدپذیر و بازیافت آب استفاده کنند. این اقدامات به کاهش اثرات منفی زیست‌محیطی کمک می‌کنند و شهر را به سمتی پایدارتر می‌برند. به‌عنوان مثال، پروژه‌هایی مانند Bosco Verticale در میلان از این تکنولوژی‌ها بهره‌برده و به عنوان نمونه‌ای از طراحی پایدار معرفی شده‌اند.
امنیت و ایمنی بیشتر: در طراحی شهری عمودی، ایمنی و امنیت از اولویت‌های اصلی است. این امر با بهره‌گیری از سیستم‌های پیشرفته ایمنی مانند آتش‌نشانی و مقاوم‌سازی در برابر بلایای طبیعی نظیر زلزله بهبود می‌یابد. ساختمان‌های بلند به دلیل ساختارهای خاص خود، مقاومت بیشتری در برابر بلایای طبیعی مانند زلزله و طوفان داشته و از خطرات احتمالی می‌کاهند. همچنین، طراحی‌های ویژه این ساختمان‌ها آن‌ها را در برابر تغییرات اقلیمی، مانند سیل و طوفان، مقاوم‌تر می‌سازد و امنیت ساکنان را تضمین می‌کند.

### معایب
هزینه‌های ساخت بالا: یکی از معایب اصلی شهرهای عمودی، هزینه‌های بالای ساخت و نگهداری آن‌ها است. استفاده از مصالح خاص، طراحی‌های پیچیده و فناوری‌های پیشرفته، هزینه ساخت را به‌طور قابل‌توجهی افزایش می‌دهد. علاوه بر این، نگهداری بلندمدت این ساختمان‌ها به دلیل ساختار پیچیده و نیاز به تجهیزات ویژه نیز هزینه‌بر است. برای مثال، ساخت واحدهای مسکونی در طبقات بالاتر می‌تواند تا ۴۰ درصد گران‌تر از طبقات پایین‌تر باشد. این چالش‌ها اجرای چنین پروژه‌هایی را برای کشورهای در حال توسعه اقتصادی دشوار می‌کند.

مشکلات اجتماعی و روان‌شناختی: زندگی در برج‌های بلند، به‌ویژه در شهرهای عمودی، می‌تواند تأثیرات منفی روان‌شناختی و اجتماعی داشته باشد. کمبود فضای باز، نور طبیعی محدود، و دسترسی اندک به طبیعت ممکن است استرس، انزوا، و افسردگی را در ساکنان افزایش دهد. با این حال، طراحی فضاهای سبز و عمومی در این ساختمان‌ها می‌تواند این مشکلات را کاهش دهد. به عنوان مثال، برج‌های با چشم‌اندازهای طبیعی و فضاهای سبز در مناطق مرفه کمتر باعث استرس می‌شوند، در حالی که برج‌های واقع در مناطق فقیر با تراکم بالا و امکانات محدود، مشکلات روانی بیشتری ایجاد می‌کنند.
محدودیت‌های گسترش: شهرهای عمودی به دلیل محدودیت فضای افقی، پس از ساخت امکان گسترش فیزیکی ندارند. این امر فشار بر زیرساخت‌ها، نیاز به برنامه‌ریزی دقیق برای استفاده بهینه از فضا و کاهش فرصت‌های اجتماعی و دسترسی به طبیعت را به همراه دارد. این چالش‌ها نیازمند رویکردهای نوآورانه برای مدیریت مؤثر هستند.
ریسک‌های زیست‌محیطی و ساختاری: شهرهای عمودی با چالش‌های زیست‌محیطی مانند مصرف بالای انرژی، تولید ضایعات ساختمانی و دشواری در اجرای فناوری‌های سبز مواجه‌اند. این مسائل می‌توانند به افزایش اثرات منفی زیست‌محیطی منجر شوند و نیازمند رویکردهای پایدارتر در طراحی و ساخت هستند.
پروژه Floating City (شهر شناور) در هلند:  این پروژه که توسط کشور هلند و معماران مشهور طراحی شده است، بر پایه ساخت شهرهایی شناور بر روی آب تأسیس شده است که قادرند با شرایط مختلف اقلیمی سازگار شوند.
پروژه Neom در عربستان سعودی: پروژه نئوم یکی از پروژه‌های هوشمند آینده است که با استفاده از فناوری‌های نوین، مفهوم یک شهر کاملاً هوشمند و پایدار را به واقعیت می‌پیوندد.
شهرهای عمودی، با ارائه زیستگاه‌های متراکم و چندمنظوره، تغییرات عمده‌ای در زندگی اجتماعی ایجاد می‌کنند. این تغییرات شامل مزایا و معایب مختلفی هستند که به چالش‌های اجتماعی، امنیتی، بهداشتی، و فرهنگی مرتبط می‌شوند.

### چالش‌های اجتماعی و فرهنگی
ارتباطات انسانی در شهرهای عمودی: فضای محدود و ساختارهای فشرده در شهرهای عمودی چالش‌هایی در زمینه تعاملات اجتماعی و فرصت‌های ارتباطی ایجاد می‌کند. با این حال، تحقیقاتی مانند مطالعه روی Kampung Admiralty در سنگاپور نشان داده‌اند که طراحی مناسب شبکه‌های فضایی و اجتماعی می‌تواند به طور قابل توجهی تعاملات انسانی را بهبود بخشد. این مطالعه بیان می‌کند که فضاهایی مانند باغ‌های عمودی و تراس‌های سبز می‌توانند علاوه بر فراهم کردن محل استراحت، نقاط جذب اجتماعی ایجاد کرده و توزیع جریان‌های انسانی را بهینه کنند. طراحی مناسب همچنین از طریق ایجاد مسیرهای پیاده‌روی چندسطحی و اتصال بصری میان فضاهای عمومی، باعث افزایش مشارکت اجتماعی و کاهش حس انزوا در ساکنین می‌شود.
تفاوت‌های فرهنگی: شهرهای عمودی معمولاً در محیط‌های چندفرهنگی واقع می‌شوند و ممکن است تنش‌های فرهنگی و نابرابری اجتماعی در این محیط‌ها به وجود آید.

### مسائل امنیتی و تراکم جمعیت
مدیریت امنیت: تراکم بالای جمعیت خطرات امنیتی مانند آتش‌سوزی و جرایم را افزایش می‌دهد. تحقیقاتی در ایالات متحده آمریکا به کمبود برنامه‌های ایمنی در برج‌های بلند اشاره کرده‌اند که باید از طریق تکنولوژی‌های پیشرفته و مدیریت بحران حل شوند.
تراکم و ازدحام:  شهرهای عمودی اغلب با چالش‌های تراکم ازدحام و ازدحام بیش از حد و ازدحام فضاهای عمومی روبرو هستند. این مشکلات می‌توانند بر دسترسی کاربران به امکانات و کیفیت زندگی تأثیر منفی بگذارند. با این حال، طراحی دقیق فضاهای عمومی و برنامه‌ریزی شهری کارآمد می‌تواند این مسائل را کاهش دهد.
به عنوان مثال، مدل‌های توسعه مانند در هنگ‌کنگ نشان داده‌اند که ترکیب کاربری‌های مختلف در یک مجموعه مرتفع (مانند سکونت، ادارات و فضاهای تجاری) همراه با سیستم‌های حمل‌ونقل عمومی کارآمد، توزیع جمعیت را بهینه می‌کند و ازدحام را کاهش می‌دهد.
پروژه U City در آدلاید استرالیا نیز تأکید دارد که طراحی انعطاف‌پذیر و چندمنظوره فضاهای عمومی در ساختمان‌های بلند می‌تواند موجب بهبود تعاملات اجتماعی و کاهش تنش‌های مرتبط با تراکم شود. این پروژه با ایجاد محیط‌های غیر سلسله‌مراتبی و پویا برای ملاقات و ارتباط، به تعامل بهتر بین کاربران کمک کرده است.

### چالش‌های بهداشتی
سلامت روانی و جسمی:  زندگی در فضاهای محدود می‌تواند سلامت روانی افراد را تحت تأثیر قرار دهد و حس انزوا را افزایش دهد. در عین حال، بام‌های سبز و باغ‌های عمودی به بهبود کیفیت هوا و ارتقای سلامت کمک می‌کنند.
بهداشت عمومی: با افزایش تراکم جمعیت در شهرهای عمودی، طراحی سیستم‌های تهویه و مدیریت پسماند اهمیت بیشتری پیدا می‌کند. سیستم‌های تهویه پیشرفته با استفاده از فناوری‌های مدرن، مانند تبادل هوای بهینه و فیلترهای قدرتمند، می‌توانند انتقال ویروس‌ها و آلاینده‌ها را در فضاهای بسته و پرجمعیت کاهش دهند. حسگرهای کیفی هوا نیز برای نظارت بر آلودگی در زمان واقعی و واکنش سریع به مشکلات بهداشتی بسیار مؤثر هستند.
علاوه بر این، مدیریت پسماند نیازمند برنامه‌ریزی دقیق برای فضاهای محدود و جمعیت‌های متراکم است. استفاده از سامانه‌های جمع‌آوری و دفع پسماند مرحله‌ای و فناوری‌های سازگار با محیط زیست، همچون بازیافت مکانیزه و دفن ایمن مواد آلاینده، از جمله راهکارهای پیشنهادشده در این حوزه است. مطالعات نشان داده‌اند که این اقدامات نه تنها باعث کاهش خطر شیوع بیماری‌ها می‌شوند، بلکه کیفیت زندگی ساکنان را نیز بهبود می‌بخشند.
تأثیرات زیست‌محیطی شهرهای عمودی:

شهرهای عمودی با کاهش توسعه افقی، به حفظ اکوسیستم‌های طبیعی و کاهش تخریب زمین‌های کشاورزی کمک می‌کنند. با این حال، تراکم بالا ممکن است به ایجاد جزایر گرمایی شهری منجر شود، که راهکارهایی نظیر پوشش‌های سبز و جنگل‌های عمودی برای کاهش این اثرات پیشنهاد شده‌اند.
استفاده از انرژی‌های تجدیدپذیر:

یکی از جنبه‌های کلیدی شهرهای عمودی، بهره‌گیری از انرژی‌های تجدیدپذیر است. استفاده از پنل‌های خورشیدی در نماها، توربین‌های بادی کوچک‌مقیاس، و فناوری بازیافت گرما می‌تواند مصرف انرژی‌های فسیلی را کاهش داده و بهره‌وری انرژی را افزایش دهد.
نقش در کاهش تغییرات اقلیمی:

مدیریت هوشمند انرژی، استفاده از مواد بازیافتی، و زیرساخت‌های سبز، مانند باغ‌های عمودی، در شهرهای عمودی به کاهش انتشار گازهای گلخانه‌ای کمک می‌کنند. این اقدامات باعث کاهش ردپای کربنی و مقابله با تغییرات اقلیمی می‌شوند.
پیش‌بینی‌ها درباره آینده شهرسازی: شهرهای عمودی آینده به طور فزاینده‌ای بر فناوری‌های نوین تکیه خواهند کرد. بر اساس پروژه "Future World Vision" از ASCE، تا سال 2070، شهرهای عمودی طراحی خواهند شد تا با فناوری‌هایی همچون هوش مصنوعی، ساختمان‌های هوشمند و زیرساخت‌های خودکار بهینه شوند. این شهرها برای مدیریت بهتر منابع و ایجاد شهرهای پایدار و انعطاف‌پذیر به کار گرفته می‌شوند.

فناوری‌ها و نوآوری‌ها: یکی از جنبه‌های مهم این طراحی، تمرکز بر کاهش مصرف انرژی و استفاده از انرژی‌های تجدیدپذیر است. همچنین، سیستم‌های مدیریت هوشمند حمل‌ونقل و زیرساخت‌های خودکار به افزایش کارایی و کاهش آلودگی کمک می‌کنند. بر اساس رویداد Mega City 2070، تأکید بر ارتباطات دیجیتال و هوش مصنوعی به عنوان بخشی از طراحی آینده دیده می‌شود که به تسهیل زندگی در شهرهای عمودی کمک می‌کند.

شهرهای عمودی نقش کلیدی در مدیریت چالش‌های مرتبط با افزایش جمعیت شهری و منابع محدود ایفا می‌کنند. پیش‌بینی می‌شود که این شهرها به تدریج به محیط‌هایی خودکفا تبدیل شوند که در آن‌ها از انرژی‌های تجدیدپذیر و فناوری‌های هوشمند برای مدیریت بهینه منابع و کاهش اثرات زیست‌محیطی استفاده می‌شود. همچنین طراحی معماری آینده به گونه‌ای خواهد بود که نیازهای اجتماعی، اقتصادی و محیطی را به‌صورت هم‌زمان در نظر گیرد.

استفاده از فناوری‌ها و نوآوری‌های پیش‌بینی‌شده:

هوش مصنوعی (AI) و یادگیری ماشین (ML) به عنوان ستون‌های کلیدی در طراحی و مدیریت شهرهای عمودی آینده معرفی شده‌اند. فناوری‌های هوشمند در سیستم‌های حمل‌ونقل، مدیریت انرژی، و بهینه‌سازی مصرف آب به کار گرفته خواهند شد. این تکنولوژی‌ها می‌توانند تحلیل‌های پیشرفته‌ای را برای کاهش مصرف انرژی، بهبود کارایی زیرساخت‌ها، و ارتقای کیفیت زندگی شهروندان ارائه دهند.
تعامل با فناوری‌های نوین:

فناوری‌های نوین نظیر اینترنت اشیا (IoT)، کلان‌داده‌ها (Big Data)، و سیستم‌های تحلیلی پیشرفته، پایه‌های مدیریت پایدار و هوشمند شهرهای عمودی هستند. این فناوری‌ها امکان نظارت و کنترل بلادرنگ بر تمامی جنبه‌های شهری را فراهم می‌آورند و باعث افزایش بهره‌وری زیرساخت‌ها و کاهش هزینه‌های عملیاتی می‌شوند. هوش مصنوعی نیز می‌تواند در ارتقای عدالت اجتماعی و بهبود سیاست‌های شهری از طریق داده‌محوری و شفافیت نقش بسزایی داشته باشد.
چالش‌ها:

چالش‌های اصلی شامل حفظ امنیت داده‌ها، شفافیت در استفاده از فناوری‌ها، و مدیریت همکاری‌های بین‌بخشی (بین دولت‌ها، شرکت‌ها، و شهروندان) است که نیازمند سیاست‌گذاری‌های دقیق و پایدار است.

شهرهای عمودی به عنوان راه‌حلی نوآورانه برای چالش‌های جمعیتی و زیست‌محیطی، می‌توانند تأثیرات مثبتی مانند کاهش آلودگی، بهینه‌سازی مصرف منابع، و ارتقای کیفیت زندگی به همراه داشته باشند. با این حال، مشکلاتی مانند تراکم جمعیت، هزینه‌های بالا و نیاز به مدیریت پیشرفته وجود دارد که باید در برنامه‌ریزی این نوع شهرسازی در نظر گرفته شود. تحقیقات بیشتر در زمینه مدل‌های اقتصادی، تأثیرات اجتماعی و فناوری‌های نوین می‌تواند به بهبود کارایی و کاهش مشکلات این نوع شهرها کمک کند.